# Dominika Karpińska-Kopiec
Dominika Karpińska-Kopiec – rzeźbiarz-rytownik i projektant monet dla Mennicy Polskiej.

## Prace
Monety
- Moneta z okazji 100-lecia powstania PKO Banku Polskiego (wydana 24 stycznia 2019)[1]
- Moneta 140-lecia Muzeum Narodowego w Krakowie[1]
- Moneta 100 rocznicy harcerstwa polskiego[2]
- Moneta boratynka, tymf Jana Kazimierza[3]
- Złota moneta kolekcjonerska (PL) z okazji jubileuszu 200-lecia Uniwersytetu Warszawskiego[4]

Monety z serii Historia Monety Polskiej (2013–2018)
- Denar Bolesława Chrobrego
- Denar Bolesława Śmiałego
- Denar Bolesława Krzywoustego
- Brakteat Mieszka III
- Brakteat Leszka Białego
- Floren Władysława Łokietka
- Grosz Kazimierza Wielkiego
- Półgrosz Władysława Jagiełły
- Dukat Zygmunta Starego
- 100 dukatów Zygmunta III
- Talar Władysława IV
- Boratynka, tymf Jana Kazimierza

Monety kolekcjonerskie III RP w 2015
- Floren Władysława Łokietka
- Relikty budowli pałacowo-sakralnej na Ostrowie Lednickim
- Alfred Wierusz-Kowalski Seria: Polscy Malarze XIX/XX wieku
- Grosz Kazimierza Wielkiego Seria: Historia Monety Polskiej
- Półgrosz Władysława Jagiełły Seria: Historia Monety Polskiej

## Wystawy
- Udział w wystawie – „Srebrne monety kolekcjonerskie NBP z lat 2000–2012”, 31 stycznia 2014 – 4 maja 2014 Muzeum Regionalne w Krasnymstawie. Wystawa ta była prezentacją części kolekcji numizmatycznej krasnostawskiego muzeum, na którą składał się zbiór kilku tysięcy obiektów (monet, banknotów, odznak, odznaczeń i medali) od starożytności do czasów współczesnych[6].